# Giovanni Punto
Giovanni Punto, né Johann Wenzel (Jan Václav) Stich le 28 septembre 1746 à Žehušice (Caslav) en royaume de Bohême et mort le 16 février 1803 à Prague, est un compositeur, violoniste et corniste de Bohême.

## Biographie
Après des études de cor à Prague, Munich et Dresde, il est durant trois ans aux services du comte von Thun. Stich était un serf du comte, mais comme il possédait trop de génie et de talent pour supporter sa condition, il s'enfuit en compagnie de Jan Václav Kněžek et de trois autres musiciens et quitta la Bohême pour se rendre dans le Saint-Empire romain germanique afin d'y trouver la liberté. Le comte lança alors ses hommes à leur poursuite, avec comme instruction de retrouver en priorité Stich et, dans le cas où ils ne parviendraient pas à se saisir de sa personne, de lui briser les dents de devant. Pour éviter d'être retrouvé, Stich traduisit son nom en italien et se fit dès lors appeler Giovanni Punto.
Il obtient des engagements à la cour du prince de Hechingen et du prince-évêque de Mayence, Emeric-Joseph de Breidbach de Burrisheim (1769-74). En 1778, Mozart est impressionné par son jeu, après l'avoir entendu à Paris. En 1781, il rejoint la chapelle du prince-évêque de Wurtzbourg et, un an plus tard, il entre au service du comte d'Artois à Paris. De 1789 à 1799, il est chef d'orchestre au Théâtre des Variétés-Amusantes. Avant de retourner à Prague, il fait des tournées de concerts avec Jan Ladislav Dussek. Beethoven lui écrit spécialement sa sonate pour cor et piano op.17.
La plupart des compositions de Punto (16 concertos, 27 quatuors pour cor et cordes, des trios, et plus de cent duos) ont été écrites pour son instrument favori, le cor.